# Eugen Confeld von Felbert

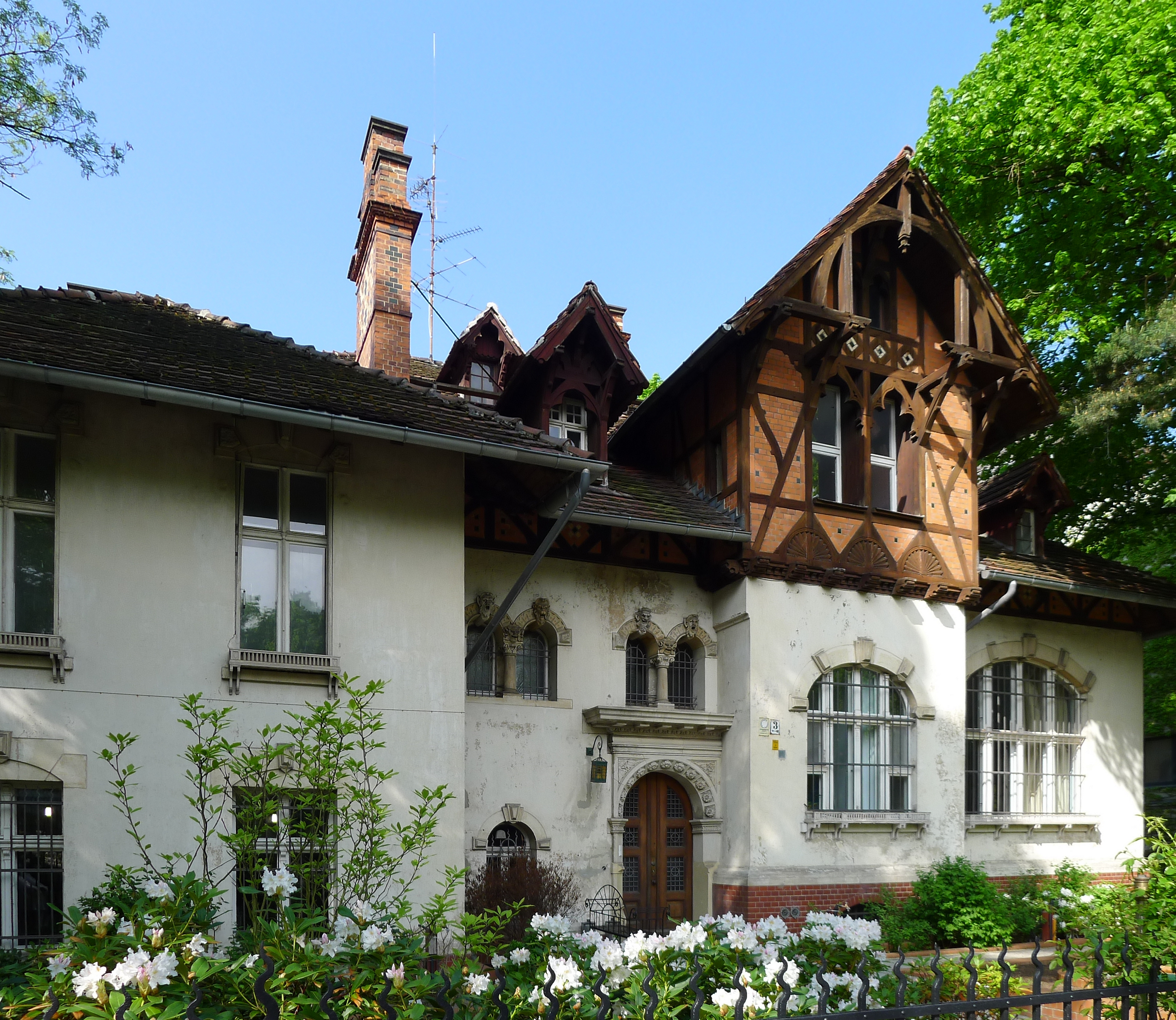
Von Confeld erbautes Landhaus Woringer im Grunewald

Felix Eugen Confeld von Felbert (auch Cohnfeld) (* 1. März 1856 in Krefeld; † ca. 1933 vermutlich in Berlin) war ein deutscher Architekt und Maler.

## Werdegang
Confeld erhielt seine Ausbildung zum Architekten zwischen 1875 und 1880 bei Hendrik Beyaert in Brüssel und bei Franz Ewerbeck am Polytechnikum Aachen, wo er am 25. Juli 1879 mit Diplom abschloss. Zwischen 1880 und 1888 hielt er sich in Amsterdam auf und führte für die Gesellschaft Handelskade umfangreiche Speicherbauten am IJ aus.
Ab 1890 lebte er in Berlin. Dort baute er in der Vorortsiedlung Grunewald Villen im englischen Landhausstil. Auch schuf er den Saalbau der Innung Konkordia.
Das Hochschularchiv der RWTH Aachen verwahrt von ihm seit 2010 eine Mappe mit Architekturzeichnungen.